# National Cricket League 2015/16
Der National Cricket League 2015/16 war die 17. Saison des nationalen First-Class-Cricket-Wettbewerbes in Bangladesch und wurde vom 18. September bis zum 31. Oktober 2015 ausgetragen. Gewinner war Khulna Division, die ihre vierte Meisterschaft gewannen.

## Format
Die acht Mannschaften spielten in zwei Divisionen gegen jedes andere Team jeweils zwei Mal. Für einen Sieg gibt es 10 Punkte, für ein Unentschieden fünf, für ein Remis drei und für ein abgesagtes Spiel drei Punkte. Zusätzlich gibt es Bonuspunkte für die Batting und Bowling Leistungen im ersten Innings. Die Mannschaft in der ersten Division mit den meisten Punkten am Saisonende gewinnt den Wettbewerb.

## Resultate

### Division 1
Tabelle
| Team             | Sp. | S | N | R | WLF | LWF | DWF | TWF | Bat | Bwl | Punkte |
| ---------------- | --- | - | - | - | --- | --- | --- | --- | --- | --- | ------ |
| Khulna Division  | 5   | 0 | 0 | 2 | 1   | 0   | 2   | 0   | 9   | 14  | 47     |
| Dhaka Metropolis | 6   | 1 | 0 | 4 | 0   | 0   | 1   | 0   | 7   | 11  | 45     |
| Rangpur Division | 5   | 0 | 1 | 0 | 0   | 1   | 3   | 0   | 4   | 15  | 32     |
| Dhaka Division   | 5   | 0 | 1 | 3 | 0   | 0   | 1   | 0   | 3   | 11  | 27     |

### Division 2
Tabelle
| Team                | Sp. | S | N | R | WLF | LWF | DWF | TWF | Bat | Bwl | Punkte |
| ------------------- | --- | - | - | - | --- | --- | --- | --- | --- | --- | ------ |
| Rajshahi Division   | 6   | 1 | 1 | 2 | 1   | 0   | 1   | 0   | 8   | 15  | 54     |
| Barisal Division    | 4   | 1 | 0 | 1 | 1   | 0   | 1   | 0   | 6   | 10  | 44     |
| Sylhet Division     | 5   | 1 | 1 | 2 | 0   | 1   | 0   | 0   | 2   | 11  | 31     |
| Chittagong Division | 5   | 0 | 1 | 1 | 0   | 1   | 2   | 0   | 7   | 12  | 31     |